# Lumezzane
Lumezzane – miejscowość i gmina we Włoszech, w regionie Lombardia, w prowincji Brescia.
Według danych na rok 2004 gminę zamieszkiwały 23 304 osoby, 751,7 os./km².